# Bosc-Hyons
Bosc-Hyons é uma comuna francesa na região administrativa da Normandia, no departamento de Sena Marítimo. Estende-se por uma área de 5,63 km². Em 2010 a comuna tinha 428 habitantes (densidade: 76 hab./km²).